# Kernkraftwerk Calder Hall

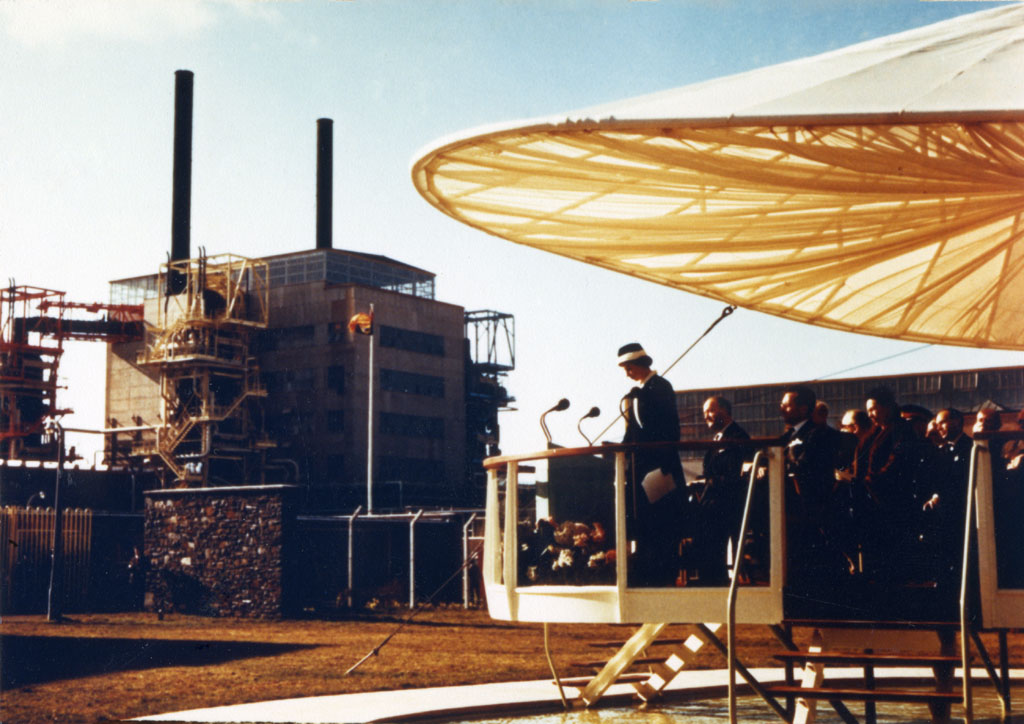
Ihre Majestät Königin Elizabeth II. bei der Eröffnung des Kernkraftwerks Calder Hall am 17. Oktober 1956.

Calder Hall war das zweite kommerziell zur Stromerzeugung eingesetzte Kernkraftwerk (nach dem Kernkraftwerk Obninsk). Die Power Station liegt auf dem Gelände des weltweit bekannten Atomkomplexes Sellafield (früher Windscale) in der Grafschaft Cumbria in Nordwestengland an der Irischen See.

## Geschichte
Der Beschluss zum Bau der Anlage wurde 1953 von der Regierung Winston Churchills gefasst. An dem Projekt waren u. a. die Industrial Group beteiligt, ein Arm der United Kingdom Atomic Energy Authority (UKAEA). Nach einer kurzen Bauzeit von nur drei Jahren fand am 17. Oktober 1956 die Eröffnung Calder Halls durch die Königin Elisabeth II. statt.

## Designstudie PIPPA
Das Design der Reaktoren und Anlage wurde von der UKAEA unter dem Codenamen und Design „PIPPA“ (Pressurised Pile Producing Power and Plutonium) geführt, um die zivile und militärische Nutzung der Anlage zu erproben. Zweck von Calder Hall war eine Doppelnutzung, d. h. die kommerzielle Stromerzeugung und die Produktion von Plutonium für britische Kernwaffen. Einen ähnlichen Zweck wie Calder verfolgte das nahezu baugleiche Kernkraftwerk Chapelcross (CX) in Schottland.

## Betrieb und Außerdienststellung
Zu Anfang wurden die Reaktoren in Calder Hall in erster Linie verwendet, um waffenfähiges Plutonium zu produzieren, und zwar mit zwei Füllungen pro Jahr. Seit 1964 wurden vor allem kommerzielle Brennstoffzyklen für die Stromproduktion verwendet.
Die beiden Anlagenteile Calder Hall A und B umfassten jeweils zwei Kernreaktoren des durch das Gas Kohlendioxid gekühlten, mit Graphit moderierten Magnox-Typs, der außerhalb Großbritanniens kaum eingesetzt wurde. Die elektrische Nettoleistung von jeweils 60 Megawatt wurde 1973 auf 50 Megawatt gedrosselt.
Calder hatte vier Kühltürme, da die Anlage einen hohen Kühlwasserbedarf hatte. Die Kühltürme wurden in den Jahren 1950 bis 1956 gebaut und waren 88 Meter hoch.
Im April 1995 gab die britische Regierung bekannt, dass die Produktion von Plutonium für Waffenzwecke eingestellt worden sei.
Der Betrieb der Anlage wurde am 31. März 2003 nach fast einem halben Jahrhundert eingestellt. Zu diesem Zeitpunkt war Calder Hall das dienstälteste Kernkraftwerk der Welt.

## Dekommissionierung und Rückbau
Am 29. September 2007 fielen die Kühltürme durch eine kontrollierte Sprengung als erster Schritt zum Rückbau des Kraftwerks.
Ab 2008 wurde die Infrastruktur zurückgebaut, damit über 2.300 t Asbest entfernt und rund 40.000 Brennstäbe in der Wiederaufbereitungsanlage auf dem Komplex Windscale/Sellafield prozessiert.
2009 wurde der letzte Brennstab aus dem letzten Reaktor entfernt. Das KKW hatte damit den 47. operativen Jahrestag erreicht.
Bis 2027 sollen nur noch die Reaktorgebäude auf dem ehemaligen KKW stehen bleiben. Im Zuge des Rückbaus Calder Hall geht auch der Abbau der Wiederaufarbeitungsanlage THORP und Sellafield MOX Plant auf dem Komplex Sellafield einher.
Der Rückbau wird von den vier Regierungs-Organisationen, der Nuclear Decommissioning Authority (NDA), der Nuclear Waste Services, Sellafield Ltd, Dounreay (Teil von Magnox seit 2023) und Magnox Ltd geleitet.

## Daten der Reaktorblöcke
Das Kernkraftwerk Calder Hall hat insgesamt vier Blöcke:
| Reaktorblock  | Reaktortyp     | Netto- leistung | Brutto- leistung | Baubeginn  | Netzsyn- chronisation | Kommerzieller Betrieb | Abschaltung |
| ------------- | -------------- | --------------- | ---------------- | ---------- | --------------------- | --------------------- | ----------- |
| Calder Hall-1 | Magnox-Reaktor | 49 MW           | 60 MW            | 01.08.1953 | 27.08.1956            | 01.10.1956            | 31.03.2003  |
| Calder Hall-2 | Magnox-Reaktor | 49 MW           | 60 MW            | 01.08.1953 | 01.02.1957            | 01.02.1957            | 31.03.2003  |
| Calder Hall-3 | Magnox-Reaktor | 49 MW           | 60 MW            | 01.08.1955 | 01.03.1958            | 01.05.1958            | 31.03.2003  |
| Calder Hall-4 | Magnox-Reaktor | 49 MW           | 60 MW            | 01.08.1955 | 01.04.1959            | 01.04.1959            | 31.03.2003  |